# ドーイ・インタノン国立公園
ドーイ・インタノン国立公園（ドーイ・インタノンこくりつこうえん）はタイの国立公園の一つ。ドーイインタノン国立公園とも。この地域の森林保護に力を入れたチエンマイ王朝のインタウィチャヤーノン公の名前に因んで命名された。

## 概要
インタノン山国立公園の目玉は、なんと言ってもタイ最高峰であるインタノン山である。その他、鳥類・動物も多種観察することが出来、森林、滝など見所あふれる所がたくさんある。

### ドーイ・インタノン
海抜2,565mで、北緯・18°35'、東経98°29'に位置する。よくルワン山（ドーイ・ルワン、大きな山）とも言われ、その名の通りタイ最高峰の高さを誇る。山は南北にのびる、深性花崗岩で出来ている山脈の一角である。

### シリプーム滝
昔はモン族によってラオリー滝と呼ばれていたが、後に現国王、プーミポンの妻、シリキット王妃の名を取って現在の名前になった。

## アクセス
チエンマイ市内から国道108号線を南下し国道1009号線で右折。32kmほど進み国道1192号線との分岐線で、国道1009号線に向けて右折。10kmほど行くと到着する。